# Clemente d'Olera
Clemente d'Olera (né au château de Moneglia, Italie, alors dans la république de Gênes, le 20 juin 1501, et mort à Rome, le 6 janvier 1568) est un cardinal italien du XVIe siècle. Il est membre des frères mineurs de l'Observance.

## Biographie
Clemente d'Olera étudie notamment à Bologne et est professeur de théologie et de philosophie dans plusieurs maisons de son ordre. Il est définiteur et procurateur général à Mantoue en 1641, vicaire général en 1545 et ministre général en Corse en 1547. 
Il est nommé préfet de la Famiglia Cismontana franciscaine en 1547. Au chapitre général de Bologne de 1550, il est élu commissaire de la Curie et au chapitre de Salamanque en 1553 il est élu ministre général de son ordre. En 1554, il promulgue le fameux Constitutiones Salmanticenses, appelé aussi Monilianenses. Le pape Jules III le nomme en 1555 son commissaire pontifical contre les hérésies.
D'Olera est créé cardinal par le pape Paul IV lors du consistoire du 15 mars 1557. Le cardinal d'Olera est nommé évêque de Foligno en 1560 et est membre de la Congrégation de l'Inquisition. Il fait installer une imprimerie dans son palais épiscopal pour imprimer des œuvres pour la défense du foi.
Le cardinal d'Olera participe au conclave de 1559 lors duquel Pie IV est élu et au conclave de 1565-1566 avec l'élection de Pie V.